# Disleksija
Disleksija (dis-, iz grškega δυσ- [dys] oziroma "slab" in iz grškega λέξις [léksis] oziroma "govorjenje", dobesedno torej "slabo govorjenje") je motnja sposobnosti branja ali razumevanja prebranega, poleg ohranjene senzorne in splošne sposobnosti. Je motnja veščin branja in pisanja, pogosto s tendenco medsebojnega mešanja ali neopažanja črk ali besed med branjem ali pisanjem. Oseba z disleksijo drugače rešuje probleme kot ostali, saj razmišljajo z desno polovico možganov. Strokovnjaki ugotavljajo da je primerov te motnje vedno več in se je odstotek v zadnjem desetletju kar precej zvišal (5−10 % otrok). Osebe z disleksijo imajo lahko probleme tudi s splošnim razmišljanjem, saj drugače razmišljajo in se zadev lotijo nekoliko drugače.
Disleksijo so imeli tudi Napoleon Bonaparte, Nikola Tesla, Vincent van Gogh, Albert Einstein, Leonardo da Vinci, Walt Disney, Galilejo Galilej, Steve Jobs, William Shakespeare, Hipokrat in Agatha Christie, zato je vredno to motnjo sprejeti in jo obrniti sebi v korist. 